# Rai 5
Rai 5 é um canal televisivo da RAI (Radio-televisione Italiana). É um canal semi-generalista, dedicado á arte, moda, dança, opera, teatro, culinária, viagens, e documentários.

## Presidentes da Rai 5
| Nome                  | Ano de Início | Ano Terminado |
| --------------------- | ------------- | ------------- |
| Pasquale D'Alessandro | 2010          | 2011          |
| Massimo Ferrario      | 2011          | 2013          |
| Pasquale D'Alessandro | 2013          | presente      |

## Programas

### Em transmissão
- Concerti di musica classica
- Concerti di musica jazz e rock
- Cool Tour
- Danza
- David Letterman Show
- Film doc
- Ghiaccio bollente
- La libertà di Bernini
- Opera lirica
- Petruška
- Scaramouche Scaramouche
- Teatro

#### Series de documentário
- Acqua, un pianeta che ha sete
- Andy Wharol's Factory People
- Annie Leibovitz Life Through a Lens
- Art of... Germania
- Art of... Russia
- Contemporary tango
- Divini devoti
- Earth: la potenza del pianeta
- Gli impressionisti
- Grandi giardini d'Italia
- Grandi giardini di Francia
- Horizon
- I diari della scultura
- I meccanismi della natura
- I tesori dell'architettura
- Il giro del mondo in 80 meraviglie
- Il popolo dei cieli
- Il popolo degli oceani
- Inventare il tempo
- La grande barriera corallina
- La nascita dei continenti
- La Terra vista dal cielo
- Lo strano mondo dei materiali
- Mari del Sud
- Planet Ocean
- Pop, viaggio dentro una canzone!
- Storia e splendore dei palazzi reali
- The art of America
- This Is Opera
- Ubiq
- Un anno nelle terre selvagge
- Virtual Revolution
- Wild Italy
- Yellowstone